# رومان كويلو
رومان كويلو (بالإسبانية: Román Cuello) هو لاعب كرة قدم أوروغواياني في مركز الهجوم، ولد في 4 أبريل 1977 في سانت لوسيا. لعب مع أليانزا ليما وديفينسور سبورتينغ ورامبلا جونيورز ومونتيفيديو واندررز وميرامار ميشنس ونادي بالستينو ونادي راسينغ مونتيفيديو ونادي كشله.

## وصلات خارجية
- رومان كويلو على موقع قاعدة بيانات كرة القدم.إي يو (الإنجليزية)
- رومان كويلو على موقع Soccerway.com (الإنجليزية)
- رومان كويلو على موقع عالم كرة القدم.نت (الإنجليزية)